# Eskadrille
En eskadrille ((spansk): escuadrilla for 'lille eskadre') er en operativ enhed i et luftvåben med sin særlige funktion.
En flyvende eskadrille består typisk af 12 til 24 mere eller mindre ens flyvemaskiner; Flyvevåbnets Eskadrille 722 består af 14 AgustaWestland AW101 rednings- og troppetransporthelikoptere med besætninger.
Et antal eskadriller kan samles geografisk i en Wing og en eskadrille kan opdeles i flights. Hvis en eskadrille får en ny flytype, kan den ene flight opretholde beredskabet med de gamle fly mens den anden flight bliver operativ med den nye. F.eks. Eskadrille 722, der både havde Sikorsky S-61 og AW101-redningshelikoptere i en overgangsperiode.

## Jordbundne eskadriller
Eskadriller kan også være jordbundne. 
Følgende liste er en ukomplet liste af danske eskadrille-numre igennem tiden:
- Eskadrille 515 (flyveledereskadrille i Kastrup)
- Langtrækkende jord til luft-missiler (Alle ESK nedlagt)
  - Eskadrille 531 (HAWK ved Odense 1985-2005) (NIKE ved Gunderød 1959-1981)
  - Eskadrille 532 (HAWK ved Odense 1985-2005) (NIKE ved Kongelunden 1959-1981)
  - Eskadrille 533 (HAWK ved Karup 1985-2005)  (NIKE ved Sigerslev 1959-1981)
  - Eskadrille 534 (HAWK ved Skrydstrup 1985-2005) (NIKE ved Tune 1959-1981)
  - Eskadrille 541 (HAWK på Middelgrundsfortet 1968-1984, Stevnsfortet 1984-2005)
  - Eskadrille 542 (HAWK ved Kongelunden, senere Skalstrup)
  - Eskadrille 543 (HAWK ved Stevns, senere Tune)
  - Eskadrille 544 (HAWK ved Snoldelev)
- Kontrol og Varsling
  - Eskadrille 501 (radarhoved i Multebjerg)(nedlagt)
  - Eskadrille 502 (radarhoved i Skovhuse)(nedlagt)
  - Eskadrille 503 (radarhoved i Bornholm)
  - Eskadrille 601 (radarhoved i Skagen)
  - Eskadrille 602 (radarhoved i Skrydstrup)
- Flyvestationsbaserede eskadriller
  - Eskadrille 562 (Bevogtning og nærforsvar af Flyvestation Værløse)
  - Eskadrille 575 (luftværn af Flyvestation Værløse)
  - Eskadrille 590 (infirmeri på Flyvestation Værløse)
  - Eskadrille 660 (bevogtning og nærforsvar af Flyvestation Aalborg)
  - Eskadrille 670 (luftværn af Flyvestation Aalborg)
  - Eskadrille 680 (brand og redning på Flyvestation Aalborg)
  - Eskadrille 690 (infirmeri på Flyvestation Aalborg)

Udenlandske eskadriller:
- 400th Strategic Missile Squadron (50 Peacekeeper atommissiler i Wyoming)

I Flyverhjemmeværnet anvendes eskadrille (HVE) om et kompagni infanterister.

## Analoge udtryk i andre værn
- Eskadron (hær)
- Eskadre (marine)